# 藍紋似馬面單棘魨
藍紋似馬面單棘魨，為輻鰭魚綱魨形目鱗魨亞目單棘魨科的其中一種，為溫帶海水魚，分布於東印度洋澳洲南部及西部海域，棲息深度可達40公尺，體長可達34公分，棲息在外海岩礁區，生活習性不明。

## 扩展阅读
維基物種上的相關：藍紋似馬面單棘魨